# Telephanus nigricollis
Telephanus nigricollis es una especie de coleóptero de la familia Silvanidae.

## Distribución geográfica
Habita en Guatemala y México.